# Belval, Vosges
Belval är en kommun i departementet Vosges i regionen Grand Est (tidigare regionen Lorraine) i nordöstra Frankrike. Kommunen ligger i kantonen Senones som tillhör arrondissementet Saint-Dié-des-Vosges. År 2022 hade Belval 153 invånare.

## Befolkningsutveckling
Antalet invånare i kommunen Belval
| Referens: INSEE |